# Les Hurdes

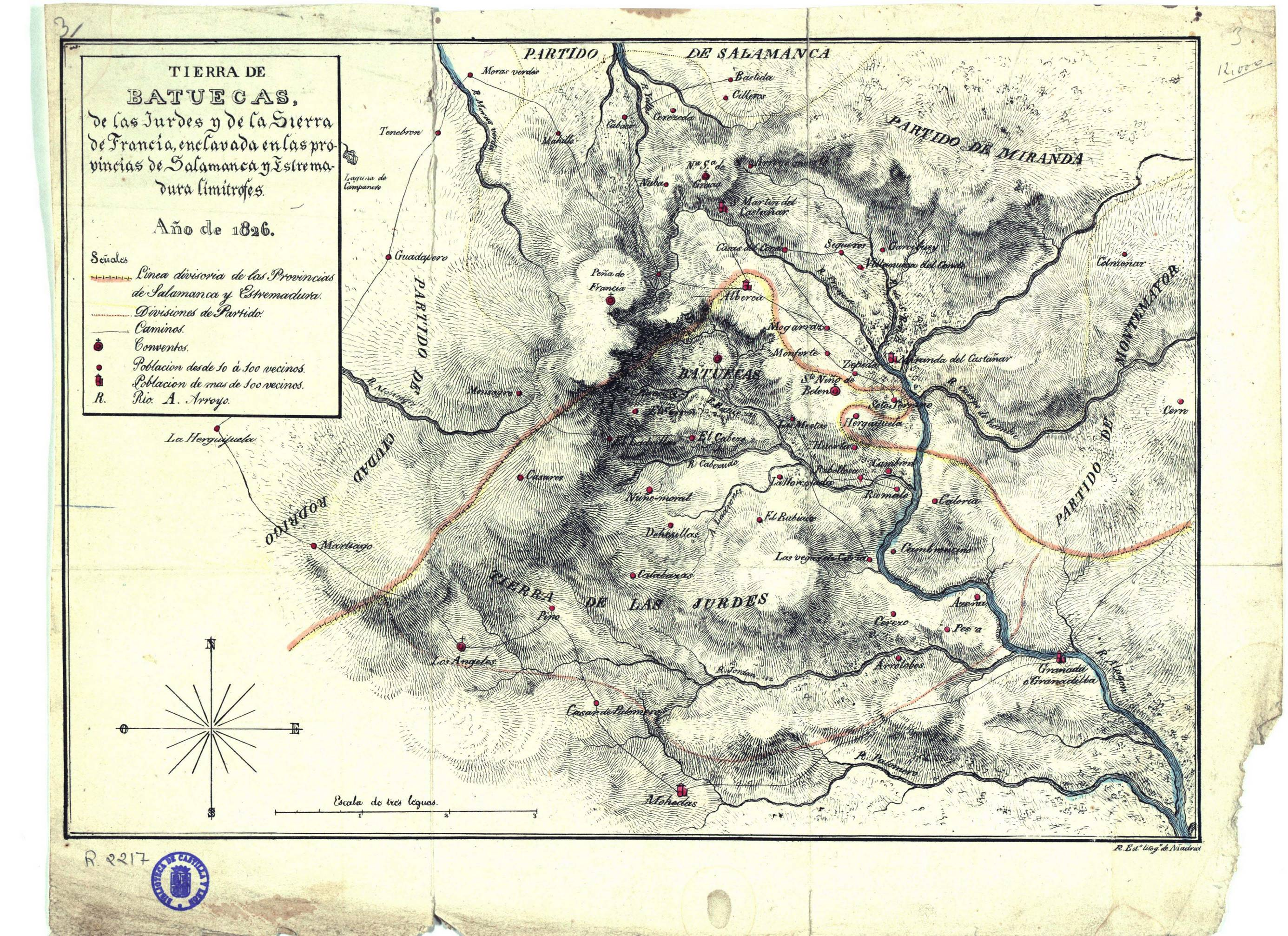
Carte de 1826 montrant les Hurdes.

Les Hurdes (en espagnol Las Hurdes) est une région du nord de l'Estrémadure, en Espagne.
Les Hurdes se compose de seulement cinq conseils et de 43 municipalités ou villages, dont quatre sont déjà dépeuplées. L'exploitation forestière est la seule richesse naturelle de la région.

## Film documentaire
Luis Buñuel a tourné le film documentaire Terre sans pain (titre original espagnol : Las Hurdes, tierra sin pan) dans la région des Hurdes en 1932. Ce film décrit la misère et l'âpreté de la vie des habitants de cette région. La réalisation de ce documentaire est relatée dans un film d'animation de Salvator Simo, Buñuel après l'âge d'or sorti en 2018.

## Peinture
- Le peintre Michel Moskovtchenko a peint de 1965 à 1969 une suite de toiles sur le thème des Hurdes.